# Objectification sexuelle
« Femme objet » redirige ici. Pour le film pornographique, voir La Femme objet.
Ne doit pas être confondu avec un meuble humain, qui est une forme plus extrême dans le domaine du bondage. Cet article parle d'une relation érotique.
Ne doit pas être confondu avec un auto-objectification, qui traite de l'impact de l'objectification sur les femmes et la société.
L'objectification sexuelle est une pratique dans laquelle le partenaire est réduit à un instrument (objet) de plaisir sexuel ou érotique. L'individu soumis peut être également considéré comme un objet de satisfaction sexuelle ou considéré comme sexuellement attirant. L'objectification est généralement une attitude qu'adopte un individu envers un autre qu'il considère comme un simple objet et qui peut plus ou moins se soucier de ce qu'il ressent,.
Le concept de l'objectification sexuelle des femmes, a été le sujet de débats importants dans le féminisme et dans les théories psychiatriques dérivées du féminisme,. De nombreux féministes considèrent l'objectification sexuelle comme jouant un rôle important dans les inégalités de genre. Certains expliquent que la liberté qui s'est accrue chez les femmes, les homosexuels et bisexuels a mené à une objectification plus marquée chez les hommes,,,,. L'objectification sexuelle a également fait le sujet de débats et discussions concernant l'éthique sexuelle (en) et la philosophie de la sexualité (en).

## Fétichisme sexuel
Le fétichisme sexuel peut être considéré comme une objectification sexuelle lorsqu'un individu adopte de gré ou de force le rôle d'un objet ou d'un instrument. Des activités BDSM, bien qu'habituellement consenties, qui montrent un individu soumis érotiquement humilié, peuvent être considérées comme une objectification sexuelle. Le meuble humain est une forme de fétichisme et objectification sexuelle.